# Oliver Robins
Oliver Robins (Estados Unidos, 22 de julio de 1971) es un fotógrafo, guionista, productor, director y exactor estadounidense. Sus primeros papeles en el cine fueron en la película para televisión de CBS de 1982 Million Dollar Infield, y en el telefilme de ABC de 1982 Don't Go to Sleep, como Kevin. Es conocido por su papel de Robbie Freeling en la película de 1982 Poltergeist y en su secuela de 1986 Poltergeist II: The Other Side. Otro papel cinematográfico importente de Oliver fue en la comedia de 1982 Airplane II: The Sequel.
Hizo una aparición especial en la televisión en el episodio de The Twilight Zone de 1986 «Monsters!».
Oliver dejó la actuación después de 1986. Como adulto, él volvió al mundo del espectáculo como escritor y director. En 2000, escribió y dirigió su primera película: Dumped, que fue lanzada directamente a video, y también escribió y dirigió Roomies en 2004. Él escribió la película de 1999 Eating L. A. Tras la muerte de Dominique Dunne y Heather O'Rourke, Robins es el único actor infantil superviviente de Poltergeist.  

## Carrera
Oliver comenzó su carrera en la industria del cine a la edad de diez años, protagonizando Poltergeist de Steven Spielberg. Después de actuar en diversos papeles en el cine y la televisión, se movió detrás de la cámara. A la edad de quince años, escribió, dirigió y produjo The Crystal, que ganó el primer premio en el Festival de Cine Francés Les Mesnil-le-Roi. Al graduarse de Programa de Producción de la Universidad del Sur de California de la escuela de cine, escribió, dirigió y produjo cerca de cincuenta películas industriales, cortos y largometrajes.

## Filmografía

### Como actor
- Man Overboard, cliente (2008)
- Poltergeist II: The Other Side, Robbie Freeling (1986)
- Don't Go to Sleep, Kevin (1982, telefilme)
- Airplane II: The Sequel, Jimmy Wilson (1982)
- Poltergeist, Robbie Freeling (1982)
- Million Dolar Infield, Aaron Miller (1982)

#### Series
- The Playboy Morning Show, él mismo (2014)
- The Twilight Zone, Toby Michaels (1986)

### Como director
- Connected (2015, cortometraje)
- 29000 Wishes. 1 Regret (2012)
- Man Overboard (2008)
- Roomies (2004)
- Dumped (2000)

### Como escritor
- 29000 Wishes. 1 Regret (2012)
- You've Got a Friend (2007)
- Roomies (2004)
- Dumped (2000)
- Eating L. A. (1999)

### Como productor
- 29000 Wishes. 1 Regret (2012)

## Datos curiosos
- Durante el rodaje de la escena en Poltergeist donde el payaso cobra vida y trata de tirar de él debajo de su cama, Oliver pasó por una experiencia cercana a la muerte. Cuando los brazos de la marioneta se envolvieron alrededor de su cuello, él era incapaz de respirar y comenzó a ahogarse. Steven Spielberg pensó que estaba actuando (incluso gritó: «¡Sigan adelante! ¡Lo estás haciendo muy bien!»). No fue sino hasta que Spielberg vio su cara azul de la vuelta que se dio cuenta de que el joven actor estaba en problemas. Spielberg pasó por encima y sacó el títere fuera, salvando la vida de Oliver.